# جعفر خان زند
مُحَمَّد جَعفَر خَان زَند (بالفارسية: محمدجعفرخان زند) (توفي 25 ربيع الآخر 1203هـ المُوافق فيه 23 كانون الثاني (يناير) 1789م) هو سابع مُلُوك الدولة الزنديَّة وقد حكم البلاد من سنة 1199هـ المُوافقة لِسنة 1785م حتى مقتله سنة 1203هـ المُوافقة لِسنة 1789م، وبِمقتله اندلعت حرب بين الأمراء للجُلُوس على العرش.